# Blang Puuk Kulu
Blang Puuk Kulu is een bestuurslaag in het regentschap Nagan Raya van de provincie Atjeh, Indonesië. Blang Puuk Kulu telt 457 inwoners (volkstelling 2010).